# اطرب
اطرب روستایی واقع در بخش قره طغان شهرستان نکا در استان مازندران است. اطرب، روستایی است از توابع بخش مرکزی که در ۸ کیلومتری شمال شهرستان نکا در استان مازندران واقع شده‌است. مردم اطرب از قومیت طبری هستند. مردم اطرب به زبان طبری (مازندرانی) سخن میگویند.
از آثار تاریخی و زیارتی مشهور و ثبت شده، امامزاده عبدالله اطرب است. این بنای تاریخی در داخل روستای اطرب واقع شده است، این بنای آجری هشت ضلعی می‌باشد و سبک معماری آن همانند امامزاده عباس ساری می‌باشد.
آب انباری مربوط به دوره قاجار در اطرب است که در تاریخ ۲۵ اسفند ۱۳۸۰ با شماره ثبت ۵۴۱۶ به‌عنوان یکی از آثار ملی ایران به ثبت رسیده‌است.